# Echinopodium chilense
Echinopodium chilense är en tvåvingeart som beskrevs av Duret 1976. Echinopodium chilense ingår i släktet Echinopodium och familjen svampmyggor. Inga underarter finns listade i Catalogue of Life.